# Bibliothek der Universität von Dhaka

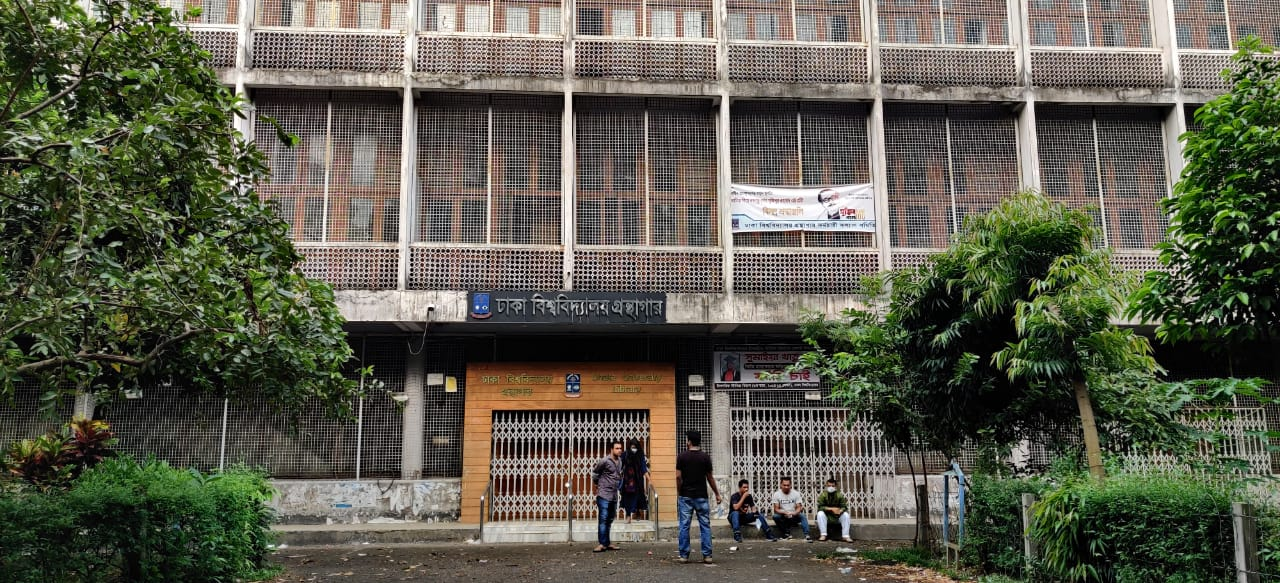
Hauptgebäude der Bibliothek auf dem Arts Faculty Campus (2020)

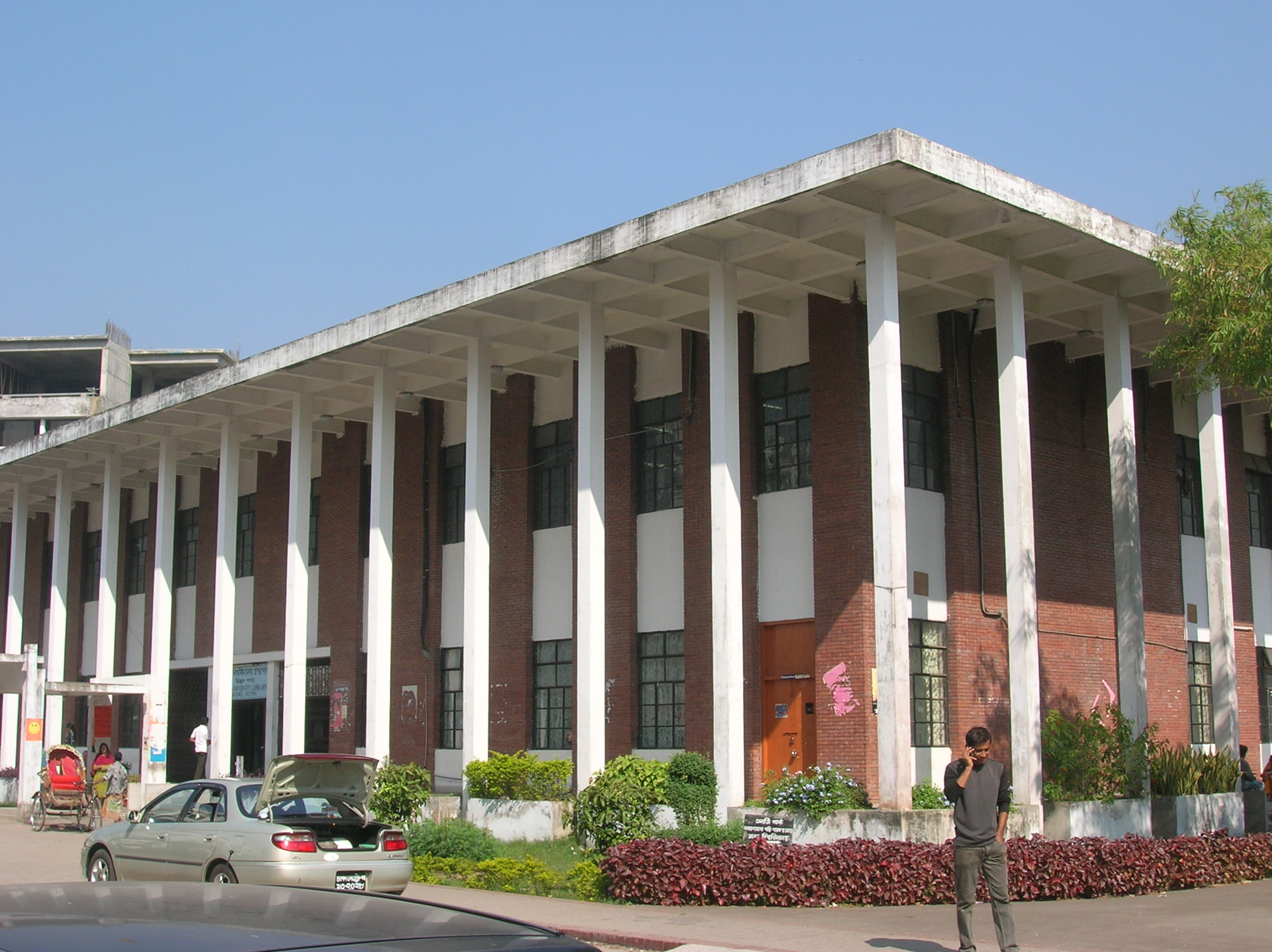
Science Library Building auf dem Mukarram Hosain Campus (2008)

Die Bibliothek der Universität von Dhaka (Dhaka University Library) ist die bedeutendste Bibliothek in Bangladesch. Die Bibliothek wurde 1921 im Zusammenhang mit der Universität gegründet, die ihren Lehrbetrieb mit 877 Studenten aufnahm (2016 waren es über 37.000, wobei 1885 Lehrkräfte dort arbeiteten). Nach Oxforder Vorbild lebten die Studenten auf dem Campus. Neben dem Hauptgebäude besteht ein daran angeschlossenes Verwaltungsgebäude und auf einem anderen Campus das Science Library Building. 1952 wurde dort, wie im ganzen Land, die Bengalische Sprache Pflicht.
Bis 1963 gehörte auch die Bangladesh Central Public Library zur Universitätsbibliothek. Mit der Unabhängigkeit (1971) des Bangladesch genannten Ostpakistans erhielt die Bibliothek den Status der Hauptbibliothek des neuen Staates, was ab 1973 zu einer verstärkten Unabhängigkeit auch dieser Institution führte. 1993 umfasste die Sammlung der Universitätsbibliothek mehr als 500.000, nach anderen Angaben 1 Million Bände aus allen wissenschaftlichen Disziplinen, abgesehen von den Ingenieurwissenschaften, der Technologie und der Medizin. Zu den Buchbeständen kamen bereits 1993 etwa 25.000 Handschriften, die bis ins 14. Jahrhundert zurückreichen, was die Bibliothek zugleich zum größten Archiv des Landes macht. 2015 zählte man etwa 30.000 Manuskripte und 125 Periodika.

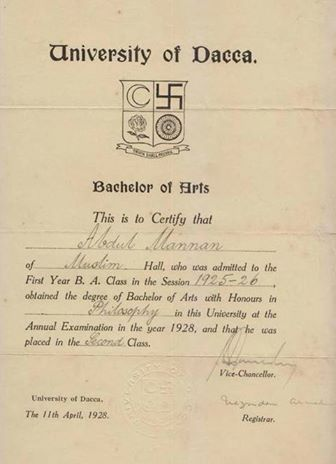
Bachelor of Arts in Philosophy für Abdul Mannan von 1928

Die Ausbildung der Bibliothekare geht auf den Amerikaner Asa Don Dickenson zurück, der in Lahore 1915 eine erste Einrichtung an der dortigen Universität eingerichtet hatte. Als er die Leitung aufgab, fanden bis 1918 keine Schulungen mehr statt. 1921 wurde die Bibliothek der Universität von Dhaka mit wenigen Beständen des seinerzeitigen Dhaka College und der Aliah-Medrese eingerichtet. 1928 wurde die Postgraduiertenausbildung initiiert, wobei 1936 Deutsch und Französisch Pflichtfächer wurden. Im Zuge der Aufspaltung Indiens und der Unabhängigkeit Pakistans, zu dem das heutige Bangladesch als Ostpakistan gehörte, fanden von 1946 bis 1950 wiederum keine Ausbildungskurse statt. Von 1947 bis 1957 existierte in Ostpakistan keinerlei Bibliothekarsausbildung, sieht man von den dreimonatigen Schulungen für das Personal der Bibliothek von Dhaka ab, die Fazle Elahi leitete, „einer der besten Bibliothekare Südasiens“. 
Pionier des Bibliothekswesens in Ostpakistan war Muhammad Siddique Khan, meist verkürzend ‚M. S. Khan‘ genannt, der in Großbritannien ausgebildet wurde. Nachdem er 1956 in seine Heimat zurückgekehrt war, modernisierte er das System der Bibliotheken Ostpakistans. 1958 wurde von der East Pakistan Library Association (heute Library Association of Bangladesh, kurz LAB) ein erstes Trainingsprogramm im Lande eingerichtet, ein sechsmonatiger Zertifikatskurs. Nach Londoner Vorbild begann 1959 ein jeweils einjähriger Postgraduiertenkurs. 1962 folgte ein einjähriger Masterkurs unter Leitung von M. S. Khan, 1976 ein MPhil-Kurs, ab 1979 ein PhD-Kurs. 1987 wurde ein dreijähriger Kurs in Bibliotheks- und Informationswissenschaften ins Leben gerufen, der 1994 auf vier Jahre ausgedehnt wurde. 2001 wurde das zuständige Department of Library and Information Science in ein Department of Information Science and Library Management umgewidmet. Dieses gab 1998 Band 1 des Bangladesh Journal of Library and Information Science heraus, dem erst 2012 der zweite Band folgte.
2015 eröffnete die größte „E-Library“ Asiens an der Faculty of Business Studies. Damit können Studierende auf die digitalisierten Bestände der Universität Oxford und der von Cambridge sowie 33 weiterer Universitätsbibliotheken via Internet zugreifen.